# Édouard II de Bar
Édouard II de Bar, né en 1339, mort en mai 1352, fut comte de Bar de 1344 à 1352.

## Biographie
Il était le fils aîné d'Henri IV, comte de Bar, et de Yolande de Flandre.
Mineur à la mort de son père, la régence fut assurée par sa mère. Comme Edouard était de faible constitution, Yolande demanda et obtint du pape Clément VI pour lui et son frère Robert l'autorisation de manger de la viande pendant les périodes d'abstinence.
Yolande fut en lutte contre Pierre de Bar, seigneur de Pierrefort, et Thiébaud de Bar, seigneur de Pierrepont, qui estimaient devoir participer au conseil de régence. Nouant des alliances avec Philippe VI de Valois, roi de France, et Raoul de Lorraine, elle parvint à les cantonner à des rôles mineurs.
Édouard est déclaré majeur le 10 octobre 1349. En 1350, les troupes de Marie de Châtillon, duchesse régente de Lorraine, et du comte de Salm, ravagent le Barrois. En représailles, Yolande, Édouard et l'évêque de Metz ravagent les environs de Nancy. Une trêve met fin au conflit le 14 août 1351. Édouard meurt peu après et son frère lui succède.

## Sources biographiques
- Georges Poull, La Maison souveraine et ducale de Bar, 1994 [détail de l’édition]